# Каролинский меланерпес
Каролинский меланерпес (лат. Melanerpes carolinus) — небольшая птица отряда дятлообразных. Имеет характерную окраску оперения — серо-белую грудку, красный верх головки, темную спинку и крылья с множественными светлыми полосками разной длины. Питается как и другие дятлообразные насекомыми.

## Особенности рода
Каролинский меланерпес достигает 24 см. в длину, при среднем весе в 75 г; самцы обычно на 10 % тяжелее самок.

## Размножение

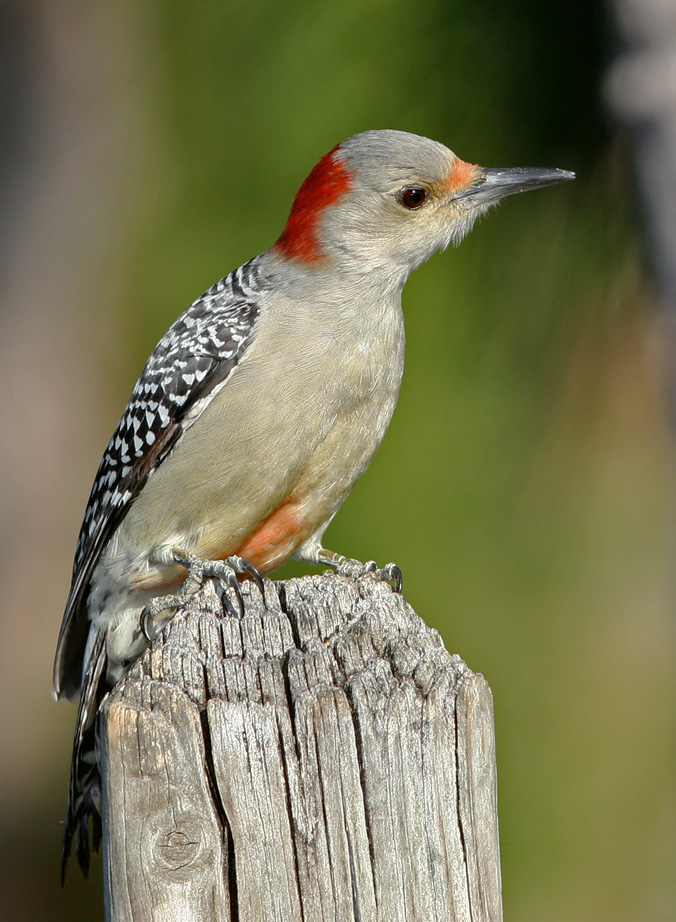
Взрослая особь, виден красноватый низ брюшка

Каролинский меланерпес является моногамной птицей в рамках одного брачного сезона. Самец старается привлечь внимание самки при помощи стука возле выбранного места для обустройства дупла. Если самка соглашается с выбранным местом, то она опускается на входе в дупло и сообщает самцу о своём согласии стуком. Дупло обустраивается в мёртвом пне старого дерева либо в нижней части толстой отмирающей ветки, также под дупло могут быть использованы любые старые заброшенные деревянные конструкции. Если дупло выдалбливается в ещё растущем дереве, то всегда выбираются виды дерева с очень мягкой древесиной, как например ивы или тополя. Зачастую каролинский меланерпес выдалбливает новое дупло в новом дереве, хотя бывают случаи использования старого дерева для выдалбливания дупла повторно. В таких случаях новое дупло выдалбливается ниже старого. Оба партнера участвуют в строительстве дупла, тем не менее, самец выполняет основную работу. В зависимости от плотности древесины новое дупло может обустраиваться в течение двух недель. Вход обычно имеет размер 5 см. в диаметре. Самые ранние сроки появления первого выводка — это апрель, если по каким-либо причинам выводок был утрачен, то самка откладывает ещё одну кладку яиц, в исключительных случаях ей может быть отложено три кладки вплоть до конца августа. Яйца в кладке — белого цвета, продолговато-овальные, слегка блестящие, размером 25 x 19 мм., в кладке обычно 4 — 5 яиц. Птенцы высиживаются обоими родителями в течение 12 — 14 дней, в дневное время на кладке сидит самка, в ночное самец. Птенцы выкармливаются в течение 26 дней. После вылета из гнезда птенцы некоторое время следуют за родителями в двух группах раздельно.